# Arqueta d'Hixam II
L'arqueta d'Hixam II és una arqueta del segle x conservada al Museu del Tresor de la Catedral de Girona. Fou un regal del califa Al-Hakam II al seu fill Hixam II probablement pel seu nomenament com a hereu al Califat de Còrdova, cap al 976.
Es creu que correspon a la peça que apareix a l'inventari de 1470 del tresoreria de la Catedral, cita com a restes àrabs «dos relicaris del altar major; un d’ells ab inscripció cúfica, atanyent al califa Alhakem II Almostansir Bil-láh», que possiblement va arribar a Girona quan Còrdova fou saquejada el 1010 perquè Hixem no podia pagar als mercenaris catalans que van participar en la Fitna de l'Àndalus. És realitzada en argent daurat i ornamentada amb motius vegetals amb semblança a l'art califal cordovès. Està signada, sota la tanca, per l'orfebre hebreu Judà ben Boçla.